# Alstroemeria decora
Alstroemeria decora  es una especie fanerógama, herbácea, perenne y rizomatosa perteneciente a la familia de las alstroemeriáceas. Es endémica de Chile, en particular de la V Región de Valparaíso.

## Taxonomía
Alstroemeria decora fue descrita por  Pierfelice Ravenna, y publicado en Onira 4(10): 42–43. 2000.
Etimología
Alstroemeria: nombre genérico que fue nombrado en honor del botánico sueco barón Clas Alströmer (Claus von Alstroemer) por su amigo Carlos Linneo.
decora: epíteto latino que significa "bella".